# Erica bracteolaris
Erica bracteolaris là một loài thực vật có hoa trong họ Thạch nam. Loài này được Lam. mô tả khoa học đầu tiên năm 1785.